# Какма
Какма (хорв. Kakma) — населений пункт у Хорватії, у Задарській жупанії у складі громади Полача.

## Населення
Населення за даними перепису 2011 року становило 213 осіб.
Динаміка чисельності населення поселення:

## Клімат
Середня річна температура становить 14,45 °C, середня максимальна – 28,12 °C, а середня мінімальна – 1,34 °C. Середня річна кількість опадів – 820 мм.
| Клімат поселення                              | Клімат поселення | Клімат поселення | Клімат поселення | Клімат поселення | Клімат поселення | Клімат поселення | Клімат поселення | Клімат поселення | Клімат поселення | Клімат поселення | Клімат поселення | Клімат поселення | Клімат поселення |
| Показник                                      | Січ.             | Лют.             | Бер.             | Квіт.            | Трав.            | Черв.            | Лип.             | Серп.            | Вер.             | Жовт.            | Лист.            | Груд.            |                  |
| Середній максимум, °C                         | 10,60            | 11,54            | 13,94            | 17,06            | 21,86            | 25,54            | 28,12            | 27,61            | 23,66            | 19,76            | 14,26            | 10,96            |                  |
| Середня температура, °C                       | 5,95             | 6,90             | 9,32             | 12,43            | 17,23            | 20,91            | 24,17            | 23,65            | 19,72            | 15,82            | 10,32            | 7,01             |                  |
| Середній мінімум, °C                          | 1,34             | 2,27             | 4,68             | 7,80             | 12,60            | 16,28            | 20,22            | 19,71            | 15,78            | 11,87            | 6,36             | 3,06             |                  |
| Норма опадів, мм                              | 70               | 61               | 65               | 69               | 60               | 53               | 31               | 47               | 87               | 95               | 97               | 85               |                  |
| Середньомісячна швидкість вітру, м/с          | 2.58             | 2.74             | 2.94             | 2.81             | 2.46             | 2.27             | 2.28             | 2.15             | 2.32             | 2.42             | 2.94             | 2.83             |                  |
| Середньомісячна сонячна радіація, кДж/м²·день | 5142             | 7857             | 11570            | 16414            | 20559            | 22899            | 24501            | 21427            | 15882            | 10041            | 5620             | 4391             |                  |
| --------------------------------------------- | ---------------- | ---------------- | ---------------- | ---------------- | ---------------- | ---------------- | ---------------- | ---------------- | ---------------- | ---------------- | ---------------- | ---------------- | ---------------- |
| Джерело:                                      |                  |                  |                  |                  |                  |                  |                  |                  |                  |                  |                  |                  |                  |